# Parafia Najświętszej Maryi Panny Matki Kościoła w Chojnie
Parafia pod wezwaniem Najświętszej Maryi Panny Matki Kościoła w Chojnie – parafia należąca do dekanatu Chojna, archidiecezji szczecińsko-kamieńskiej, metropolii szczecińsko-kamieńskiej. Jedna z parafii rzymskokatolickich w Chojnie. Została erygowana w 1995. Kaplica parafialna pw. Najświętszej Maryi Panny Matki Kościoła została wybudowana w 1994–1995. Mieści się przy ulicy Generała Władysława Sikorskiego.